# Vot amb els peus
El vot amb els peus és la capacitat de les persones de votar amb els peus, és a dir, allunyar-se de situacions que no els agraden o bé anant a les que troben interessants. Ilya Somin ho descriu com "una eina per a exercir la llibertat política: l'habilitat de les persones d'escollir el règim polític sota el qual desitgen viure". Es pot aplicar a persones individuals, col·lectius diversos, entitats i organitzacions diverses, incloent empreses. Per exemple, un banc que canvia la seva seu de ciutat per beneficiar-se d'una altra fiscalitat vota amb els peus o, com va comentar Vladimir Lenin, per a ell van votar amb els peus els soldats russos que van desertar de l'armada dels tsars.
Aquest concepte va ser popularitzat per l'economista Charles Tiebout, que va descriure el conegut com a model de Tiebout, una teoria política positiva (una part de la teoria de l'elecció pública) que pretén que com a mínim hi ha una solució no política, en una governança local, al problema del polissó.
La teoria de Tibaut respecte als negocis és semblant a la de la demanda i l'oferta en un lliure mercat, i a la pràctica és igualment una idealització poc realista. A les seves premisses no té en compte per exemple els costos de desplaçament d'una comunitat a una altra, ni variacions en el cost de producció si augmenta el nombre de consumidors ni la complexitat de l'administració fiscal per a atendre el nombre de jurisdiccions que satisfacin òptimament les preferències de tots els ciutadans.
Quant a ciutadans individuals, la idea és moure's on hi hagi un govern que agradi més en comptes de voler, confiar i esperar que el govern sigui més agradable. A la pràctica podria ser "tècnicament impossible que cada individu pugui formar part de l'estat que vulgui, en part perquè els estats actuals okupen el territori", en el sentit que, sense migrar i mantenint la seva vida en els seus indrets habituals, cada persona individualment es pugui adscriure al règim polític volgut. Per això alguns autors proposen fer-ho, com a mínim, a nivell municipal.

## Model de Tiebout
Per a Tiebout, el vot amb els peus ofereix en una democràcia una alternativa al procés de votació i també és una demostració de les preferències d'una persona física o jurídica. A la seva teoria, Tiebout exposa com, davant de les diferències entre polítiques de diferents governs, una persona pot mostrar les seves preferències no únicament votant a un determinat partit polític en un territori determinat sinó desplaçant-se a un territori al qual la seva forma política sigui més afí a la seva preferència. Segons Tiebout, així, el vot amb els peus actua com un mecanisme que promou l'assignació eficient dels recursos públics i constitueix un control sobre la concentració discrecional del poder públic.